# Секст Катий Клементин Присцилиан
Секст Катий Клементин Присцилиан (на латински: Sextus Catius Clementinus Priscillianus) e политик и сенатор на Римската империя през 3 век.

## Биография
Произлиза от фамилията Катии, която е от италийски произход. Син е на Катий Лепид (суфектконсул). Като момче Присцилиан участва в секуларските игри през 204 г.
През 230 г. Присцилиан e консул заедно с Луций Вирий Агрикола. Веднага след това през 231 г. той е легат на провинция Горна Германия. Между 235 и 238 г. той е легат на провинция Кападокия.